# 杉崎弥八
杉崎 弥八（すぎさき やはち）は、明治から昭和にかけて東葛地方で活躍した石工職人である。

## 来歴

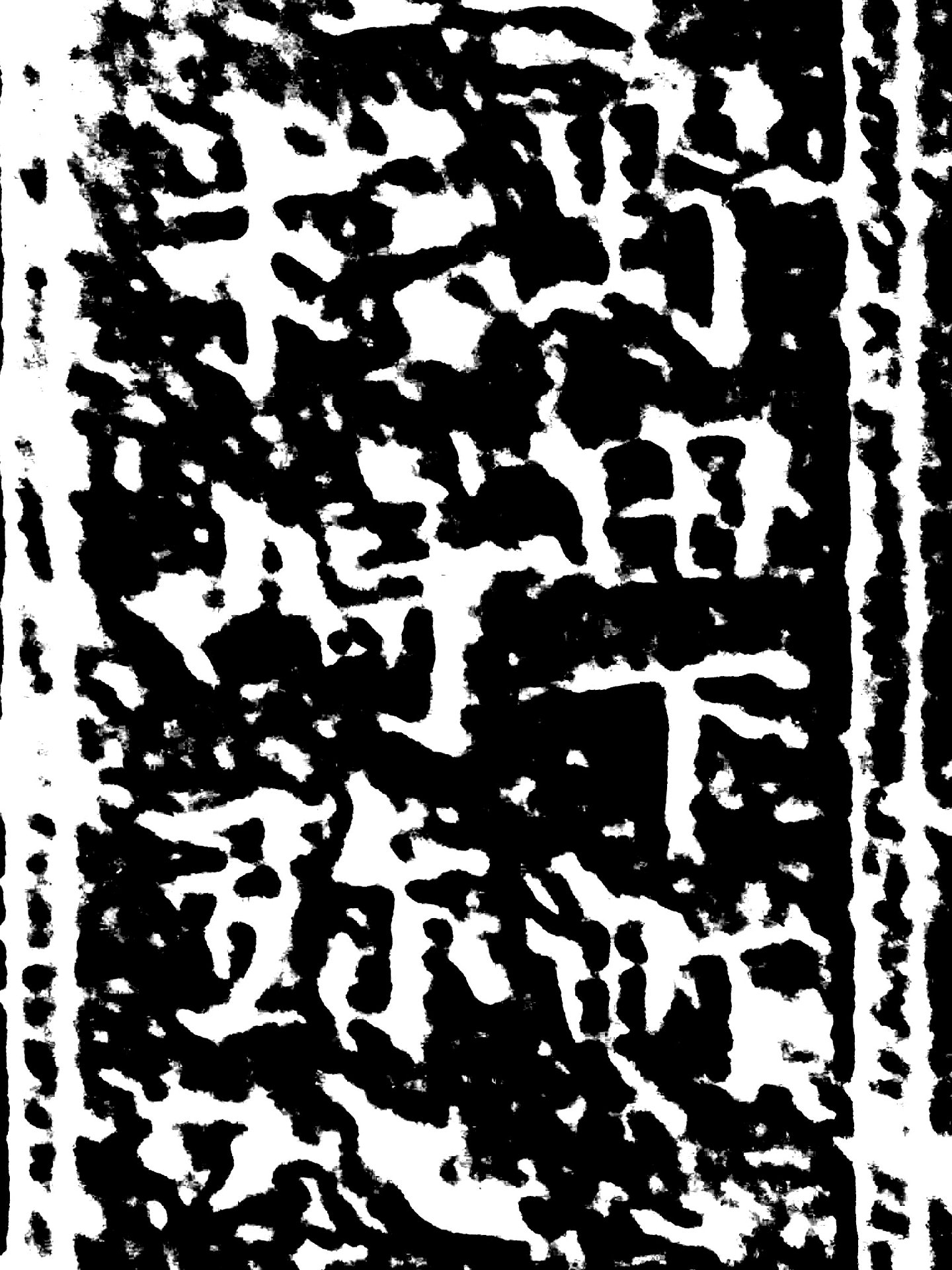

下総国野田に生まれた。生来の手先の器用さをもって身をたて、華麗な水墨を描き、ヴァイオリンをたしなみ、彫刻の技を極め、これを石工の業いに生かした。
香取神社の再建にあたって、弥八は狛犬の製作に選ばれ、見るからに雲を巻き風を呼ぶ、左右一対の獅子を彫り上げ、名工と讃えられ名声を博した。このほか、明治から昭和にかけて、東葛地方の各地に優れた名作を残した。

## おもな作品

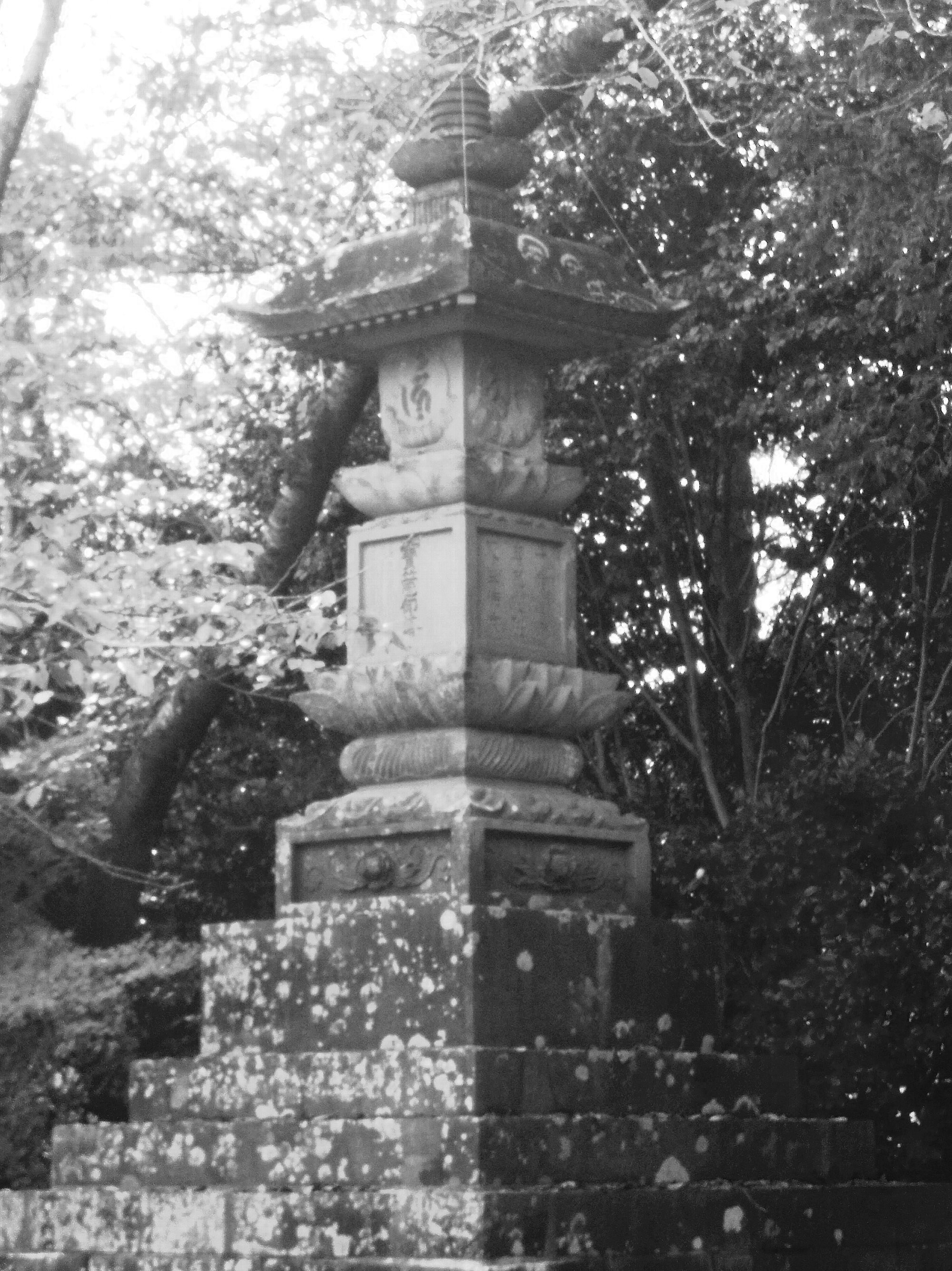
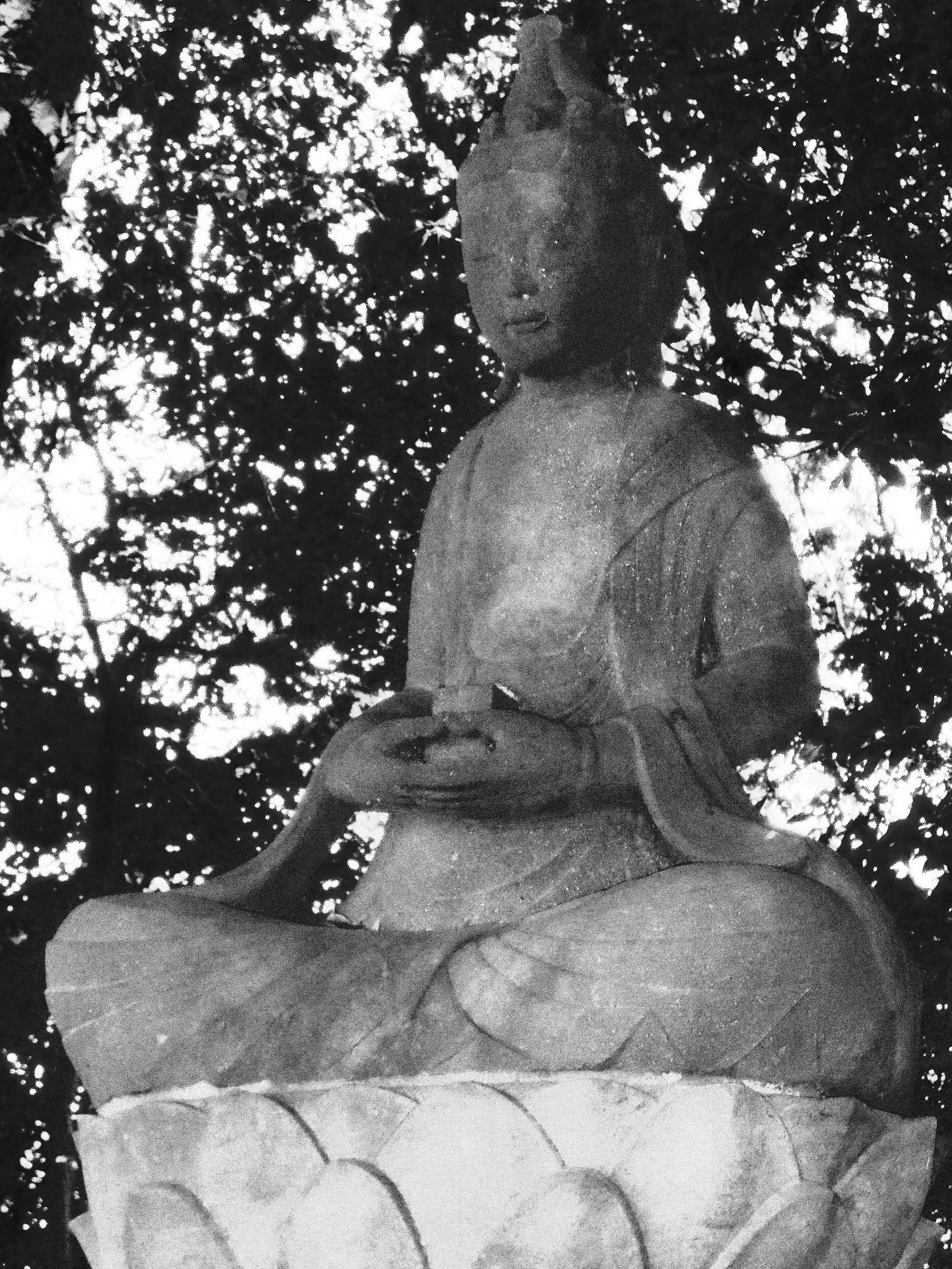
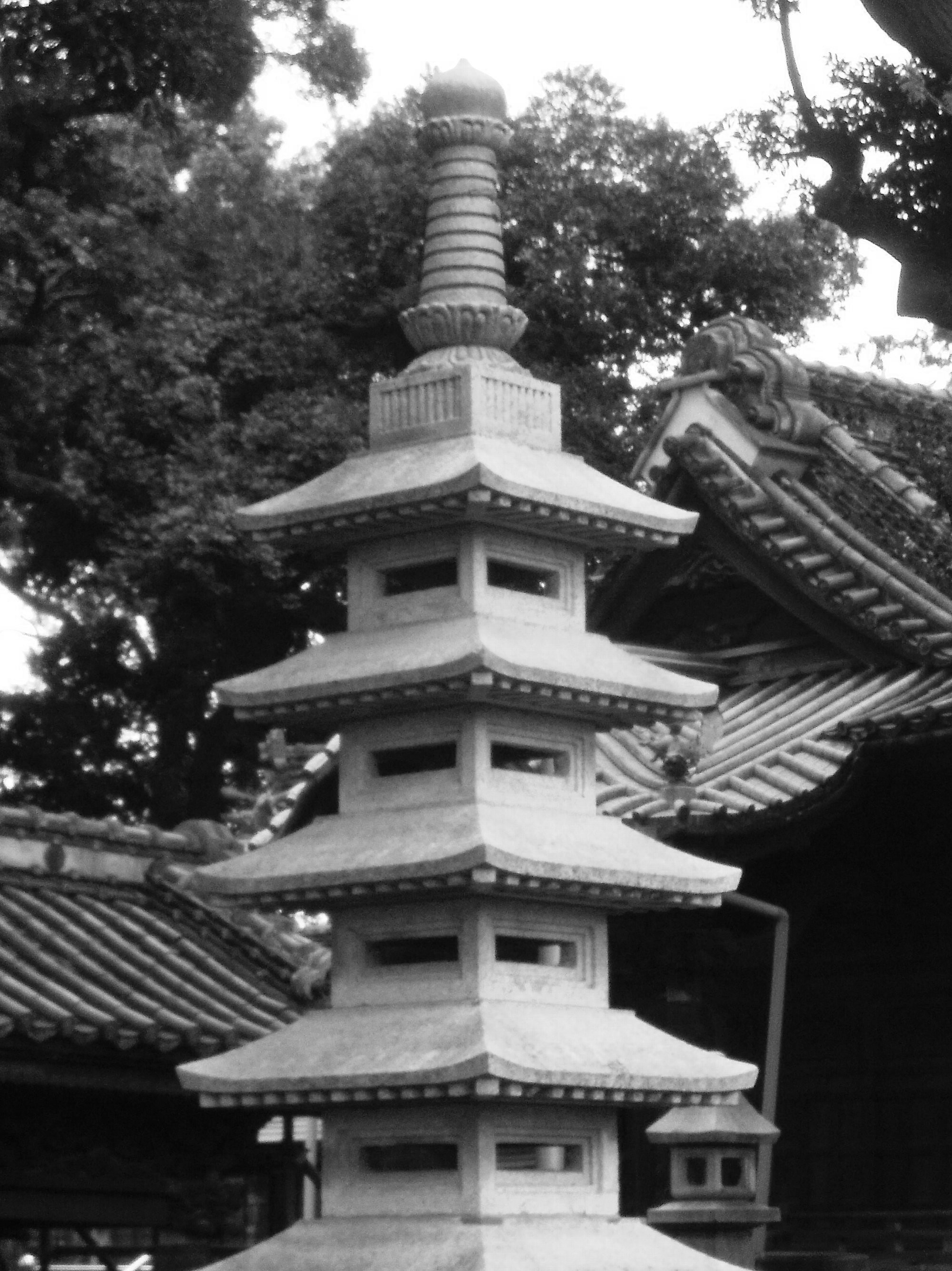
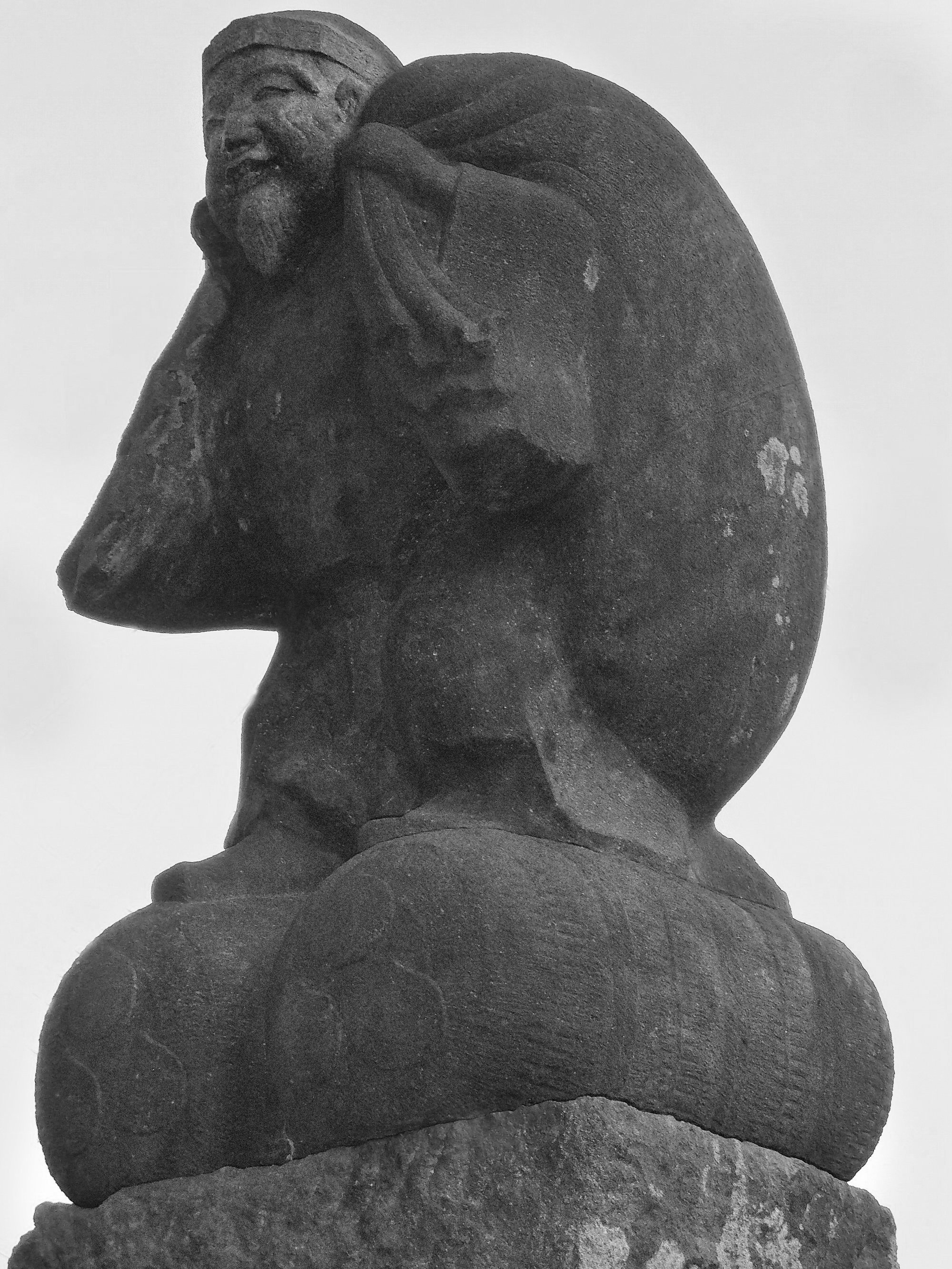
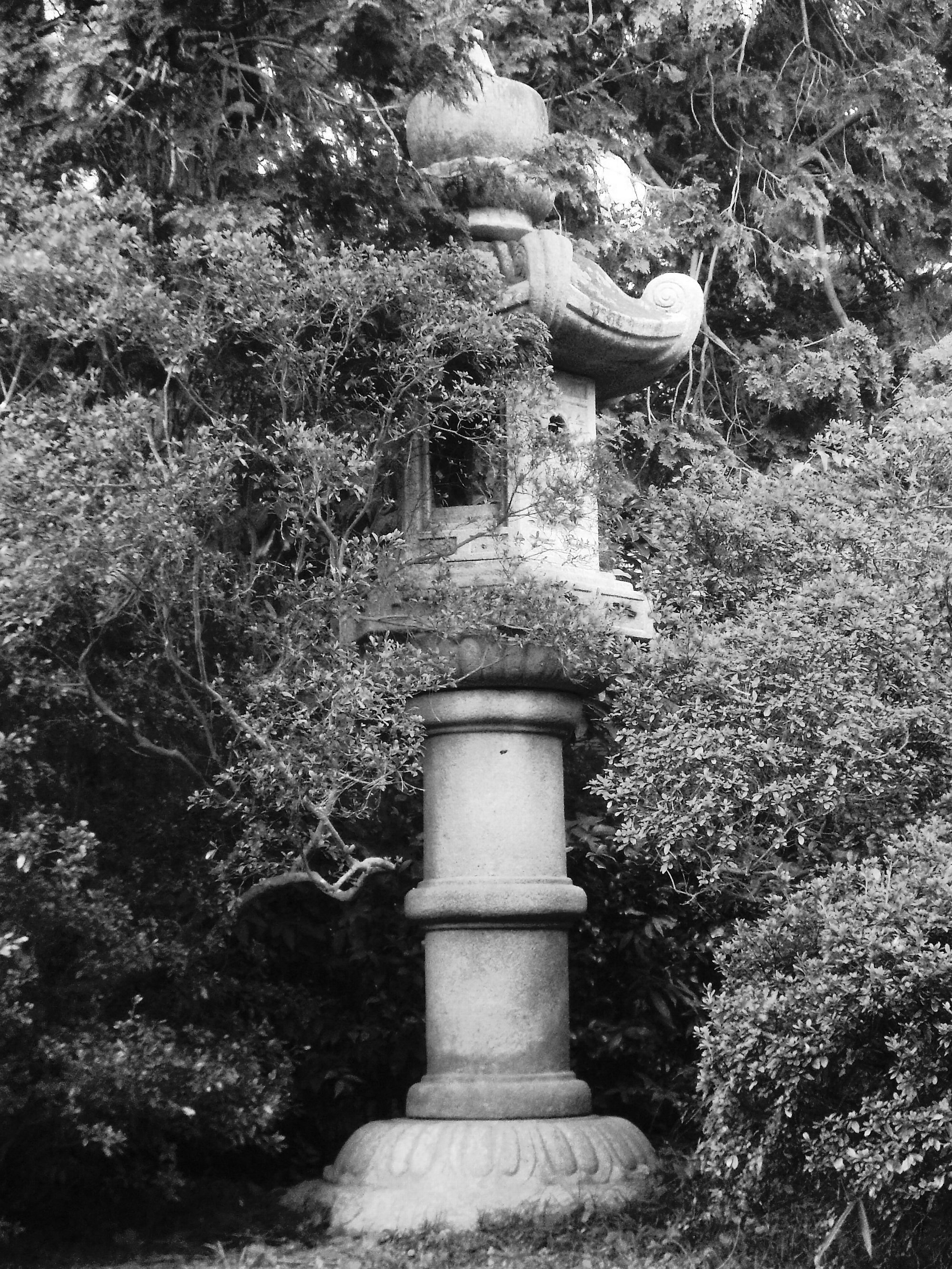

- 1874年 浄観寺 手洗石[1]
- 1882年 小山稲荷 八海山御獄山三笠山[1]
- 1884年 櫻木神社浅間大神[1]
- 1892年 香取神社 猿田彦大神[1]
- 1896年 神明神社 猿田彦大神[1]
- 1900年 香取神社 狛犬[1]
- 1902年 福性寺 大師座像[1]
- 1904年 富蔵院 不動像[1]
- 1905年 満福寺 延命腹帯地蔵尊[1]
- 1906年 香取神社 粟島大神[1]
- 1909年 鶴奉稲荷 伊勢大々御神楽[1]
- 1910年 香取神社 天照皇大神[1]
- 1914年 釈尊堂 五重塔[1]
- 1916年 香取神社・江島神社[1]
- 1921年 小山稲荷 燈籠[1]
- 1922年 香取神社 天照皇大神[1]
- 1923年 管原神社 鳥居[1]
- 1927年 清水公園 燈籠[1]
- 1933年 堤根管原神社 月読大神[1]

## 逸話
上野戦争で彰義隊が立てこもった上野寛永寺は、官軍に大砲で猛砲撃されて壊滅した。彰義隊は敗走して江戸から命からがら街道30kmを全力疾走。1868年7月5日（慶応4年5月16日）未明頃に、彰義隊が下総国野田町の杉崎弥八を訪ねて来た。弥八は酒と名物醤油煎餅で歓待した。官軍が追撃してくると、弥八は機転を利かせ、彰義隊を穴蔵へかくまった。そして彰義隊は会津へと落ち延びていった。

## 関連人物
- 杉崎市郎兵衛 - 下総国野田で天明元年（1781年）に杉崎市郎兵衛は、高梨兵左衛門、茂木七左衛門、粕屋茂木七郎右衛門、亀屋飯田市郎兵衛、大塚弥五兵衛、竹本五郎兵衛らと醸造7家で野田醤油仲間を締結している。
- 山中直治（親交） - ヴァイオリン演奏などで交流があった。
- 武田航平（曾孫） - 母方は千葉県野田市の石工屋で武田は曾孫にあたる。